# Horidiplosis glomerataii
Horidiplosis glomerataii är en tvåvingeart som först beskrevs av Grover 1962.  Horidiplosis glomerataii ingår i släktet Horidiplosis och familjen gallmyggor. Inga underarter finns listade i Catalogue of Life.